# Dallas Mavericks 2009-2010
La stagione 2009-2010 dei Dallas Mavericks fu la 30ª nella NBA per la franchigia.
I Dallas Mavericks vinsero la Southwest Division della Western Conference con un record di 55-27. Nei play-off persero al primo turno con i San Antonio Spurs (4-2).

## Risultati
| Squadra             | V  | P  | %    | GB |
| ------------------- | -- | -- | ---- | -- |
| Dallas Mavericks    | 55 | 27 | 67,1 | -  |
| San Antonio Spurs   | 50 | 32 | 61,0 | 5  |
| Houston Rockets     | 42 | 40 | 51,2 | 13 |
| Memphis Grizzlies   | 40 | 42 | 48,8 | 15 |
| New Orleans Hornets | 37 | 45 | 45,1 | 18 |

## Roster
| N° | Naz.                   | Ruolo | Sportivo          | Anno | Alt. | Peso |
| -- | ---------------------- | ----- | ----------------- | ---- | ---- | ---- |
| 0  | Stati Uniti (bandiera) | A     | Shawn Marion      | 1978 | 201  | 100  |
| 2  | Stati Uniti (bandiera) | G     | Jason Kidd        | 1973 | 193  | 93   |
| 3  | Francia (bandiera)     | G     | Rodrigue Beaubois | 1988 | 183  | 73   |
| 4  | Stati Uniti (bandiera) | A     | Caron Butler      | 1980 | 201  | 98   |
| 5  | Stati Uniti (bandiera) | GA    | Josh Howard       | 1980 | 201  | 95   |
| 6  | Stati Uniti (bandiera) | G     | Quinton Ross      | 1981 | 198  | 88   |
| 7  | Stati Uniti (bandiera) | A     | Tim Thomas        | 1977 | 208  | 104  |
| 11 | Porto Rico (bandiera)  | G     | José Barea        | 1984 | 183  | 79   |
| 13 | Stati Uniti (bandiera) | G     | Matt Carroll      | 1980 | 198  | 96   |
| 14 | Messico (bandiera)     | A     | Eduardo Nájera    | 1976 | 203  | 109  |
| 25 | Stati Uniti (bandiera) | C     | Erick Dampier     | 1975 | 211  | 120  |
| 31 | Stati Uniti (bandiera) | G     | Jason Terry       | 1977 | 188  | 80   |
| 33 | Stati Uniti (bandiera) | C     | Brendan Haywood   | 1979 | 213  | 121  |
| 33 | Stati Uniti (bandiera) | GA    | James Singleton   | 1981 | 203  | 98   |
| 41 | Germania (bandiera)    | A     | Dirk Nowitzki     | 1978 | 213  | 108  |
| 43 | Stati Uniti (bandiera) | A     | Kris Humphries    | 1985 | 206  | 107  |
| 90 | Stati Uniti (bandiera) | A     | Drew Gooden       | 1981 | 208  | 104  |
| 92 | Stati Uniti (bandiera) | G     | DeShawn Stevenson | 1981 | 196  | 95   |

## Staff tecnico
- Allenatore: Rick Carlisle
- Vice-allenatori: Terry Stotts, Dwane Casey, Tom Sterner, Darrell Armstrong, Popeye Jones
- Vice-allenatore per lo sviluppo dei giocatori: Brad Davis
- Vice-allenatore/preparatore fisico: Robert Hackett
- Preparatore atletico: Casey Smith
- Assistente preparatore: Dionne Calhoun